# Paul Caponigro
Paul Caponigro (7. prosince 1932 – 10. listopadu 2024) byl americký krajinářský fotograf z Bostonu v Massachusetts.

## Život
Caponigro se začal zajímat o fotografování ve třinácti letech. Měl však také silnou vášeň pro hudbu a v roce 1950 začal studovat hudbu na Boston University College of Music, než se nakonec rozhodl zaměřit se na studium fotografie na California School of Fine Art.

## Fotografická kariéra
Caponigro studoval u Minora Whitea a získal dvě Guggenheimova stipendia a tři granty od NEA. Jeho nejznámější fotografie jsou Running White Deer a Galaxy Apple. Jeho tématem byla krajina a zátiší, zajímal se o přírodní formy. Nejznámější je svými krajinami a mystickými a duchovními kvalitami svého díla. Je často považován za jednoho z předních amerických krajinářských fotografů. První Caponigrova samostatná výstava se konala v domě George Eastmana v roce 1958. V 60. letech 20. století Caponigro vyučoval fotografii na částečný úvazek na Bostonské univerzitě a zároveň konzultoval různé technické výzkumy s Polaroid Corporation. Caponigro žil v El Rancho de San Sebastian během jeho života v Novém Mexiku od roku 1973 do roku 1993.
V roce 1971 byla jeho práce vystavena na skupinové výstavě „Le Groupe Libre Expression : Expo 5“, již prezentoval Jean-Claude Gautrand na festivalu Les Rencontres d'Arles ve Francii.
Caponigrova práce je zahrnuta ve sbírkách Guggenheimova muzea, Muzea amerického umění Whitneyové Norton Simon Museum, New Mexico Museum of Art a Sanfranciského muzea moderního umění.
V roce 2001 mu byla udělena medaile Centenary Medal and Honorary Fellowship (HonFRPS) Královské fotografické společnosti jako uznání trvalého a významného příspěvku k umění fotografie.
Caponigro byl oddaným pianistou a spojení s hudbou považoval za zásadní pro své fotografické snímky.

## Osobní život a smrt
Jeho syn, John Paul Caponigro, je umělecký fotograf.
Paul Caponigro zemřel 10. listopadu 2024 ve věku 91 let.

## Citáty
- „Často vnímám fotografické materiály jako typ terénu. Emulze, tekuté vývojky, stříbrné soli a ustalovače se vzájemně ovlivňují a já konstruuji krajinu, kterou musím nejprve prozkoumat ve své mysli, pokud ji chci projevit jako rafinovaný obraz na stříbře.“
- "Fotografie je médium, jazyk, jehož prostřednictvím mohu přímo zažít interakci mezi sebou a přírodou, žít s ní blíže."
- "U kořene kreativity je impuls porozumět, dát smysl náhodným a často nesouvisejícím detailům. Fotografie pro mě poskytuje průsečík času, prostoru, světla a emocionálního postoje. Člověk potřebuje být dostatečně nehybný, dostatečně pozorný, být dostatečně pozorný, nehybný, nehybný, nehybný." A dostatečně vědomý, aby rozpoznal životnost materiálů, aby byl schopen ‚slyšet očima‘.“
- "Jedna věc je udělat si obrázek o tom, jak člověk vypadá, druhá věc je udělat si portrét toho, kdo je."
- „Za léta fotografování jsem se naučil, že mnoho věcí lze vycítit, vidět, tvarovat nebo vyřešit v říši ticha, v dostatečném předstihu nebo mezi skutečným cvakáním závěrek a mácháním filmů a papírů v chemických roztocích. Pracuji na dosažení „stavu srdce“, jemného prostoru nabízejícího inspirativní látku, která by mohla očistit něčí vidění Fotografie, stejně jako hudba, se musí zrodit v neprojeveném světě ducha.

## Publikace
- Veiled Yet Revealed: Masterworks from Fifty Years
- Paul Caponigro: Masterworks of Forty Years
- Paul Caponigro - New England Days
- Paul Caponigro: Of the Earth, Still Life Studies 2001~2004
- Megaliths.ISBN 0-8212-1616-3
- New England Days. ISBN 978-1-56792-216-5
- Landscape. ISBN 978-0-07-009780-3
- The Wise Silence. ISBN 978-0-8212-1548-7